# Paeonisoma faucium
Paeonisoma faucium är en mångfotingart som beskrevs av Karl Wilhelm Verhoeff 1932. Paeonisoma faucium ingår i släktet Paeonisoma och familjen Neoatractosomatidae. Inga underarter finns listade i Catalogue of Life.